# 開豊区域
開豊区域（ケプンくいき）は、朝鮮民主主義人民共和国開城特別市の区域。漢江河口部に面する。

## 地理
黄海北道の南端に位置する。東に板門区域が隣接し、西には礼成江を隔てて黄海南道白川郡がある。
南は漢江河口を隔てて大韓民国統治下の仁川広域市江華郡である。

## 歴史
歴史的には京畿道に属する地域であった。1914年に豊徳郡と開城郡の一部が合併して開豊郡になる。
分断当初は韓国の領土であったが、朝鮮戦争休戦後に北朝鮮の領土に編入された。これに伴い、京畿道地域（開城市とその周辺）は「開城直轄市」に編成された。2003年に開城地区の中央政府直轄廃止に伴い、黄海北道所属になった。

### 年表
この節の出典
- 新羅景徳王 - 開城郡・徳水県が置かれる。
- 1018年 - 海豊郡が置かれる。
- 李氏朝鮮 - 豊徳郡と改称される。
- 1914年4月1日 - 郡面併合により、豊徳郡が開城郡に編入。開城郡に以下の面が成立。(16面)
  - 松都面・西面・中西面・青郊面・嶺南面・嶺北面・南面・北面・東面・進鳳面・臨漢面・興教面・光徳面・上道面・大聖面・中面
- 1930年12月 (15面)
  - 松都面および青郊面・中西面・嶺南面の各一部を開城府として分離。
  - 開城郡が開豊郡に改称。
- 1938年 - 進鳳面・東面が合併し、鳳東面が発足。(14面)
- 1945年初 - 中西面が土城面に改称。(14面)
- 1945年8月15日 - 米軍管理下に置かれる。ただし、嶺北面および嶺南面・北面・土城面の各一部はソ連軍管理下の黄海道金川郡に編入。(13面)
- 1945年11月 - ソ連軍管理下の金川郡嶺北面・嶺南面・北面・土城面（開豊郡の38度線以北の地域）が新設の黄海道長豊郡に編入。
- 1945年11月4日 - 米軍政の下で行政区画を調整。(11面)
  - 嶺南面が長湍郡津西面に編入。
  - 北面が土城面に編入。
- 1951年 - 朝鮮戦争において朝鮮民主主義人民共和国に占領される。(11面)
- 1952年12月 - 郡面里統廃合により、京畿道開豊郡大聖面・光徳面・南面・土城面・西面および青郊面の一部地域をもって、京畿道開豊郡を設置。開豊郡に以下の邑・里が成立。(1邑17里)
  - 開豊邑・高南里・広畓里・光修里・南浦里・義浦里・墨山里・墨松里・三成里・新光里・新西里・新聖里・延江里・煙陵里・裕陵里・稲園里・解線里・海坪里
- 1953年7月 - 停戦協定の発効により、京畿道開豊郡が開城直轄市開豊郡となる。(1邑17里)
- 1954年11月 - 開城直轄市の廃止に伴い、黄海北道開豊郡となる。(1邑17里)
- 1955年1月 - 開城地区の設置に伴い、開城地区開豊郡となる。(1邑17里)
- 1957年6月 - 開城直轄市開豊郡となる。(1邑17里)
- 1958年6月 - 板門郡大蓮里の一部が墨松里に編入。(1邑17里)
- 1961年3月 - 黄海北道金川郡礪峴里および江南里の一部を編入。(1邑18里)
  - 江南里が礪峴里に編入。
- 1967年 - 墨山里の一部が礪峴里に編入。(1邑18里)
- 1974年 - 広畓里の一部が裕陵里に編入。(1邑18里)
- 1981年 - 裕陵里が五山里に改称。(1邑18里)
- 1983年2月 - 義浦里が龍山里に改称。(1邑18里)
- 1983年11月 - 稲園里が豊徳里に改称。(1邑18里)
- 2002年11月 - 板門郡大蓮里・上道里・禾谷里・嶺井里・新興里・月井里・祖江里・臨漢里・徳水里・大龍里および三峯里の一部を編入。(1邑28里)
  - 三峯里が上道里に編入。
- 2003年6月 - 開城直轄市の市域縮小に伴い、黄海北道開豊郡となる。(1邑28里)
- 2019年10月 - 開城市とともに黄海北道から分離し、開城特別市の一部となる。
- 2020年4月 - 開城特別市内の旧・開豊郡に相当する地域に、開豊区域が設置される。

## 行政区画
2洞14里から構成される。
- 開豊1洞（개풍1동）
- 開豊2洞（개풍2동）
- 古南里（고남리）
- 光水里（광수리）
- 南浦里（남포리）
- 礪峴里（려현리）
- 墨山里（묵산리）
- 墨松里（묵송리）
- 新西里（신서리）
- 新聖里（신성리）
- 延江里（연강리）
- 五山里（오산리）
- 豊徳里（풍덕리）
- 海坪里（해평리）
- 義浦里（의포리）
- 玉山里（옥산리）

## 交通
- 平釜線
  - 礪峴駅 - 開豊駅